# メダルチギ
メダルチギ（메달치기）は韓国で主に普及している遊技機器の一種。

## 概要
一言で言えば「韓国版パチンコ台」である。韓国には「パチンコ店」が存在しないため、説明のためこのように表現されるが中身は大きく違う。
日本のパチンコとは、機械的には内部の電子機器におけるプログラムによって当たり抽選を行う点と、中央に液晶画面を配した筐体という形式で機体が構成されている点で共通している。
しかし、遊技にパチンコ球ではなくメダルを使用する点と、筐体から釘やスタートチャッカー等が排除されている点で、技術介入によって射幸性を抑えている日本のパチンコ台とは性質が異なっている。　
メダルチギは、実際はカジノのスロットマシーンをそのまま流用したものである。
韓国国内では2006年まで、「成人娯楽室」等の名称でメダルチギ店が営業していたが、法律の改定によって、この年の秋には換金、12月31日をもって合法的な営業そのものが禁止された。
ただ実際には、看板を外しただけで現在も密かに営業を継続している店や、名目上ゲームセンターに転業した上で、新たな景品買取の仕組みを導入して実質的に同様の業態で営業している店が相当数あるとの情報もあり、実態は不透明である。
台の構造は日本のパチンコ機（デジパチ）から釘やスタートチャッカー等を取り除き、代わりに台の上に液晶パネルを追加したような形のものが主流となっている。
元々は日本から輸入したパチンコ機を改造して使用していたと言われるが、実際の数は極少数であり、近年はオリジナルに開発された機種も増加していた。
遊び方は、台にメダルを投入するとまずそのメダルが発射される。このメダルが入賞口に入ると、今度は盤面にある液晶で（日本のパチンコ台とほぼ同様の）抽選が行われ、この抽選に当選すると「大当たり」となる仕組みである。
「大当たり」となると、台から景品用商品券（通常の商品券とは異なる、メダルチギ景品用の商品券）が払い出される。通常、店舗付近に設置された両替店で、景品用商品券を換金することになる。この際、10パーセント前後（店舗により異なる）の手数料が引かれる。
なお後期にはメダルを使用せず、台の横にある紙幣投入口に紙幣を投入すると台のクレジットが増え、スタートボタンを押すと100ウォンずつクレジットを消費して台上部の液晶パネルで第1段階の抽選を行う台が大半を占めた。
成人娯楽室（成人向けゲームセンター）には、他にもカジノスロットマシーンや、日本のメダルゲーム用の競馬ゲーム機などが置かれており、メダルチギ以外も設置していた。この点も日本の風営法認可のパチンコ店とは扱いが異なる。

## 問題点
韓国国内の法令では、メダルチギ等のゲーム機における大当たり時の払い戻しの法定上限は200倍までとなっており、通常メダルチギでは1プレイ100ウォンとなっているため、大当たり時の払い戻しは2万ウォンが上限となる。
しかし、近年この法規制を無視し、大当たり後のダブルアップ時に最大で2万5000倍もの払い戻しを行う機器が登場したため、2006年に社会問題化し、最終的にメダルチギ自体が非合法化された。
ダブルアップの存在など、日本のパチンコ業界には存在しない射幸性の高さ、スペックの問題点があった事が禁止になった理由としては大きい。
- ダブルアップを成立させた状態の台を客同士が売り買いしていた点
- 技術介入要素が全くない点

以上を考慮すると、韓国が禁止したメダルチギは、日本においてはパチンコやパチスロよりも昭和の頃に流行した違法賭博である「ポーカーゲーム機」に近いと考える方が事実として妥当性が高い。
中でも、魚のデザインをモチーフにした『パダイヤギ』という機種について、大当たり時の払い戻しが明らかに法定上限を上回っているにもかかわらず、韓国政府内の映像物等級審査委員会（日本の保安通信協会に相当する機関）による許可を受けて販売されていたことなどから、政府内部における汚職疑惑にまで発展、メダルチギが非合法化されるきっかけとなった。
なお、若宮健の著書『なぜ韓国は、パチンコを全廃できたのか（祥伝社新書226）』では「メダルチギは韓国のパチンコ」と紹介されており、「日本の海物語シリーズ（三洋物産）をモデルとした」と解説されているが、著者の独自の解釈であり事実とは異なる。デザインや意匠も全く違う。ただ、確認されている事実としては、外壁に海物語のマリンが無承諾で使用された店が存在していた。
フリーランス作家のポッカ吉田は著書『パチンコがなくなる日（主婦の友社）』の巻末にて、「事実関係がムチャクチャな記述が多く、少なくともぱちんこ業界に関する記述はウソが満載だ。要するに「デタラメすぎる」のである」「日本社会はパチンコ業界のことを知らなすぎるので、ちゃんとした取材ができなくてウソ記述が満載の本でも発行できる」とし、若宮健の『なぜ韓国は、パチンコを全廃できたのか（祥伝社新書226）』を批判している。
初期のメダルチギの台においては、日本から輸入したパチンコ台を改造したものが一部使われていたが、元となるパチンコ台の使用にあたり、製造したメーカーの許可を得ていないものも多いといわれ、パチンコ台メーカーの業界団体である日本遊技機工業組合では「知的所有権の侵害に当たる」として指摘し、のちに急速に数は減っていった。